# Georgi Donkow
Georgi Dimitrow Donkow (auch Georgi Dimitrov Donkov geschrieben, bulgarisch Георги Димитров Донков, * 2. Juni 1970 in Sofia) ist ein deutscher Fußballtrainer und ehemaliger -spieler mit bulgarischen Wurzeln.

## Spielerkarriere

### Vereine
Seine Profikarriere startete Donkow als 17-Jähriger bei Lewski Sofia. Mit diesem Klub wurde er dreimal Landesmeister und viermal Pokalsieger. Von 1993 bis 1995 spielte er bei Botew Plowdiw, wo er in zwei Spielzeiten in der höchsten bulgarischen Liga jeweils den 3. Platz erreichte. 1995 wechselte Donkow zu ZSKA Sofia. Nach der EM 1996 bekam er Angebote vom 1. FC Köln und dem VfL Bochum. Er wechselte schließlich für 1,5 Mio. DM zum VfL Bochum unter Trainer Klaus Toppmöller. Dort etablierte er sich als Stammspieler und Torjäger. In dieser Zeit gelang dem VfL mit Platz 5 in der Bundesliga seine bis heute beste Platzierung. Im UEFA-Pokal erreichte der Verein das Achtelfinale. Der Stürmer zeigte auch hier seine Torjägerqualität (zwei Tore gegen den FC Brügge). 1998 holte Trainer Bernd Schuster den bulgarischen Nationalspieler zum 1. FC Köln. In seinem zweiten Jahr, unter Trainer Ewald Lienen, gelang dem 1. FC Köln die Rückkehr in die Bundesliga, wozu Donkow sechs Tore beisteuerte.
Im Mai 2002 spielte Donkow die Play-offs in der Schweizer Liga mit Neuchâtel Xamax. Von 2002 bis 2003 war er in Zypern bei Enosis Neon Paralimni aktiv. Im Sommer 2003 wechselte Donkow mit 33 Jahren zum Regionalligisten SC Paderborn 07, wo sein Landsmann Pawel Dotschew als Trainer arbeitete. Im zweiten Jahr gelang Donkow mit Paderborn der Aufstieg in die 2. Bundesliga.
2005 bekam er von seinem ehemaligen Fußballkollegen Maurizio Gaudino das Angebot, zum SV Waldhof Mannheim zu wechseln. Trotz seiner 19 Tore in 34 Spielen scheiterte der Verein am Aufstieg. 2007 wechselte der Stürmer zum FSV Oggersheim; der Klub stieg aus der Regionalliga Süd ab.
Wegen einer schweren Verletzung beendete Donkow mit 38 Jahren seine Karriere als Profifußballer.

### Nationalmannschaft
Donkow spielte für alle Jugend-Nationalmannschaften und wurde 1993 erstmals in das A-Nationalteam Bulgariens berufen. Er nahm mit ihr an den Qualifikationsspielen zu den Weltmeisterschaften 1994 und 1998 teil und spielte auch bei der Europameisterschaft 1996. Zu jener Zeit zählten Christo Stoitschkow, Borislaw Michajlow, Emil Kostadinow, Jordan Letschkow, Krassimir Balakow, Petar Hubtschew, Daniel Borimirow und Ljuboslaw Penew zu seinen Mannschaftskollegen.

## Trainerkarriere
Im Februar 2009 erwarb Donkow die Trainer-B-Lizenz. Im Sommer 2009 folgte die Ausbildung zum A-Lizenz-Trainer in der Sportschule Hennef. Im Sommer 2012 erwarb er die Fußballlehrer-Lizenz.
Zur Saison 2010/2011 wurde Donkow Co-Trainer bei Wacker Burghausen in der 3. Liga, wo er ab August 2010 an der Seite von Mario Basler arbeitete. Am 14. Mai 2011 wurde Donkov nach dem sportlichen Abstieg von Wacker in die Regionalliga vorübergehend zum Cheftrainer befördert.
Zur Saison 2011/12 übernahm er wieder den Posten des Co-Trainers, nun unter dem neuen Cheftrainer Rudi Bommer. Nachdem Bommer zum Jahreswechsel zum FC Energie Cottbus gewechselt war, arbeitete Donkov als Co-Trainer an der Seite von Reinhard Stumpf. Am 7. Mai 2012 wurde Donkow erneut Cheftrainer des Vereins. Die erste Saison unter Donkov schloss der SV Wacker auf dem 8. Tabellenplatz ab (punktgleich mit dem Tabellensiebten). Donkov wurde jedoch am 5. September 2013 entlassen.
Donkov betreute 2014 zusammen mit Dietmar Hirsch das Trainingscamp der VDV.
Von 2015 bis 2016 war er Trainer des Oberligisten SSV Reutlingen 05.
Von Oktober 2016 bis Mai 2019 war Donkov als Co-Trainer bei der bulgarischen Nationalmannschaft tätig. Im Juni 2019 ist Donkov zum bulgarischen Erstligisten Lewski Sofia als Co-Trainer an der Seite von Petar Chubtschew gewechselt. Seit Juli 2021 ist Donkov beim SV Sandhausen 1916 als Individual- und Techniktrainer im Nachwuchsleistungszentrum tätig. Seit Juli 2023 ist Donkov sportlicher Leiter und Übergangskoordinator im Nachwuchsleistungszentrum des SV Sandhausen. Ab November 2023 ist Georgi Donkov erneut als Co-Trainer der bulgarischen Nationalmannschaft tätig.

## Statistik
- Bundesliga
53 Spiele; 13 Tore VfL Bochum
27 Spiele; 1 Tor 1. FC Köln

- 2. Bundesliga
54 Spiele; 9 Tore 1. FC Köln

- Regionalliga Nord
50 Spiele; 11 Tore SC Paderborn 07

- Regionalliga Süd
6 Spiele; 0 Tore FSV Oggersheim

- Oberliga Baden-Württemberg
35 Spiele; 19 Tore SV Waldhof Mannheim

- DFB-Pokal
7 Spiele; 1 Tor 1. FC Köln

## Erfolge
- mit Lewski Sofia (1987–1993): dreimal Bulgarischer Landesmeister und viermal Bulgarischer Pokalsieger
- mit VfL Bochum (1996–1998): 5. Platz in Bundesliga und Achtelfinale im UEFA-Pokal
- mit 1. FC Köln (1999–2000): Aufstieg in Bundesliga
- mit SC Paderborn 07 (2004–2005): Aufstieg in 2. Bundesliga
- mit FSV Oggersheim (2007–2008): Aufstieg in Regionalliga Süd
- mit der Bulgarischen Nationalmannschaft:
  - 1996 Europameisterschaft 1996 (England)